# Ahmed Salman
Ahmad Ibrahim Salman (in ebraico אחמד איברהים סלמן‎?; in arabo: احمد ابراهيم سلمان; Gerusalemme, 22 marzo 2004) è un calciatore israeliano, attaccante del Bnei Sakhnin.

## Carriera

### Club
Ha giocato nella prima divisione israeliana.

### Nazionale
Nel 2022 ha partecipato agli Europei Under-19, che la sua nazionale ha perso in finale.
Nel 2023 è stato convocato per il Mondiale Under-20, disputato in Argentina e concluso al terzo posto finale.

## Statistiche

### Presenze e reti nei club
Statistiche aggiornate al 12 giugno 2023.
| Stagione                  | Squadra                   | Campionato                | Campionato | Campionato | Coppe nazionali | Coppe nazionali | Coppe nazionali | Coppe continentali | Coppe continentali | Coppe continentali | Altre coppe | Altre coppe | Altre coppe | Totale | Totale | Totale |
| Stagione                  | Squadra                   | Comp                      | Pres       | Reti       | Comp            | Pres            | Reti            | Comp               | Pres               | Reti               | Comp        | Pres        | Reti        | Pres   | Reti   |        |
| ------------------------- | ------------------------- | ------------------------- | ---------- | ---------- | --------------- | --------------- | --------------- | ------------------ | ------------------ | ------------------ | ----------- | ----------- | ----------- | ------ | ------ | ------ |
| 2021-2022                 | Hapoel Gerusalemme        | LHA                       | 21         | 1          | CI+TC           | 1+4             | 0               | -                  | -                  | -                  | -           | -           | -           | 26     | 1      |        |
| 2022-gen. 2023            | Hapoel Gerusalemme        | LHA                       | 4          | 0          | CI+TC           | 0+5             | 0               | -                  | -                  | -                  | -           | -           | -           | 9      | 0      |        |
| Totale Hapoel Gerusalemme | Totale Hapoel Gerusalemme | Totale Hapoel Gerusalemme | 25         | 1          |                 | 10              | 0               |                    | -                  | -                  |             | -           | -           | 35     | 1      |        |
| gen.-giu. 2023            | Maccabi Netanya           | LHA                       | 13         | 0          | CI+TC           | 0+0             | 0               | -                  | -                  | -                  | -           | -           | -           | 13     | 0      |        |
| Totale carriera           | Totale carriera           | Totale carriera           | 38         | 1          |                 | 10              | 0               |                    | -                  | -                  |             | -           | -           | 48     | 1      |        |